# August Neithardt
Heinrich August Neithardt (Schleiz, 10 d'agost de 1793 - Berlín, 18 d'abril de 1861) fou un compositor alemany del Romanticisme.
Neithardt va ser educat musicalment en la seva joventut per l'organista de la cort Gotthilf Friedrich Ebhardt. Fou músic militar durant la campanya d'Alemanya, i després amplià els seus coneixement musicals amb Zelter, sent nomenat el 1822 músic major del regiment de granaders de l'emperador Francesc. El 1839 va rebre el títol de director de la capella reial, després d'haver-se fet cèlebre el 1826 amb la composició de l'himne nacional Ich bin ein Preusse ("Soc un prussià"', etc.). El 1840 prengué la jubilació, però el 1943 se li encarregà la formació del nou cor de la catedral de Berlín, i en fou el director en cap el 1845, i adquirí molta fam sota la seva direcció.
Les seves composicions vocals i instrumentals no tenen massa importància. Se li deu la continuació de la Musica sacra de Franz Commer, del qual edità els volums nº. 5, 7 i 12.